# Kakubal, Hospet
Kakubal là một làng thuộc tehsil Hospet, huyện Bellary, bang Karnataka, Ấn Độ.